# François Natali
Pour les articles homonymes, voir Natali.
François Natali est un footballeur français né le 11 mai 1908 à Corte et mort le 20 septembre 1982 à Bastia. 

## Biographie
Âgé de 18 ans, il signe sa licence au SC Bastia le 26 juin 1925.
Fidèle au maillot bleu durant 23 ans, il remporte de nombreux titres de champions de Corse et de challenge, faisant du Sporting le patron du football insulaire. Grand cycliste et talentueux footballeur, il est l'une des premières vedettes du club avec Armand Cesari. Le 14 février 1932, Natali se voit infligé un an de suspension, après des incidents survenus au stade olympique lors du derby entre le SC Bastia et son rival du CA Bastia. Il est toutefois amnistié par la Ligue en sauvant un enfant de 12 ans et en participant aux travaux de sauvetage des blessés à la suite de la chute du toit de la salle d'audience du tribunal civil de Bastia qui cause 17 morts, lors du procès intenté par le CA Bastia face au joueur. Sa bravoure renforce son aura et lui permet de jouer pour son club de toujours pendant encore 17 années.